# Hystricia browni
Hystricia browni là một loài ruồi trong họ Tachinidae.